# ناثان إيفانز (مغني)
ناثان إيفانز Nathan Evans (مواليد 19 ديسمبر 1994) هو مغني اسكتلندي من ايردري، اسكتلندا اشتهر بغناء نهمات البحر. اكتسب إيفانز الشهرة لأول مرة في عام 2020 من خلال نشر مقاطع فيديو له وهو يغني أكواخ البحر على خدمة وسائل التواصل الاجتماعي تيكتوك. في عام 2021، أصدر غلافًا للأغنية الشعبية " Wellerman " التي بلغت ذروتها في المراتب الاولى من تصنيف المملكة المتحدة للأغاني المنفردة وتم عرضها أيضًا في العديد من البلدان الأخرى. إيفانز مغني وكاتب أغاني، غالبًا ما يستخدم مسارات متعددة لصوته. يرافق نفسه بالجيتار والإيقاع. يغني بالباريتون. 

## النشأة
قبل بدء مسيرته الموسيقية، كان إيفانز عاملاً في البريد في شركة البريد الملكي البريطاني، في ايردري، بالقرب من غلاسكو.   التحق بمدرسة مدرسة كالديرفال الثانوية وحصل على شهادة جامعية في تصميم المواقع الإلكترونية.  

## عمله
كان إيفانز ينشر عروضًا لأغاني البوب والأغاني الشعبية على تيك توك قبل أن يبدأ في نشر الهنات البحرية.  نشر أول اغنية لهنة بحرية تقليدية له، "اتركها جوني"، على تطبيق تيك توك في يوليو 2020.  في الأشهر التالية، واصل مشاهدو مقاطع الفيديو الخاصة به طلب المزيد من الهنات البحرية، مما دفع إيفانز إلى نشر مقاطع فيديو لنفسه وهو يغني أغنية "The Scotsman" وأغنية نيوزيلندا البحرية من القرن التاسع عشر " Wellerman " في ديسمبر 2020.  
"Wellerman"، الذي كان معروفًا بالفعل على التطبيق نظرًا لشعبية نسخته من الأغنية، سرعان ما اكتسب مشاهدات على تطبيق تيك توك، مما ألهم الكثيرين الآخرين لتسجيل المزيد من هنات البحر، ولثنائي، وإعادة مزج الأغنية، بما في ذلك عمليات الترحيل من قبل الملحن أندرو لويد ويبر، الممثلان الكوميديان جيمي فالون وستيفن كولبير،  عازف الجيتار بريان ماي، ورجل الأعمال إيلون ماسك.     اعتبارًا من يناير 2021، حصلت "Wellerman" على ثمانية ملايين مشاهدة على تطبيق تيك توك واعتبارًا من 29 مايو، كان لدى Evans 1.3 مليون متابع.   تم تسمية اتجاه هنة البحر على التطبيق باسم "ShantyTok".  في مقال رولينج ستون الذي يناقش نجاحه، استشهد إيفانز بنسخة ألباني شانتيمن من الأغنية كمصدر إلهام. 
بداية 2021 وقع إيفانز عقد تسجيل ثلاثي مع تسجيلات بوليدور، وأصدر نسخته الرسمية من "Wellerman" في 22 يناير 2021.  تم إصدار ريميكس رقص للأغنية التي تم إنشاؤها مع المنتجين 220 كيد والثنائي بيلن تيد في وقت واحد.  قادته مسيرته الموسيقية المتنامية إلى ترك وظيفته كعامل بريد.  في فبراير 2021، وقع على وكالة المواهب المتحدة.  في مايو 2021، قدم إيفانز أول عرض مباشر له. أقيم العرض في لندن على متن GoBoat كهربائي في نهر التايمز كترويج لموقع GoBoat الجديد في كناري وارف. 
كتبت أماندا بترويش في صحيفة نيويوركر عن طبيعة نجاح إيفانز خلال فترة انتشار وباء كوفيد -19 قائلة : "يبدو أنه من الممكن أنه بعد ما يقرب من عام من العزلة والنفي الجماعي للذات، والقيود الصارمة على السفر والمغامرة، ربما يقدم الهتاف لمحة موجزة عن أسلوب حياة مختلف وأكثر إثارة، عالم بهواء البحر والقراصنة والضرب. " 
تم إصدار أغنية إيفانز الثانية " Told You So " في 25 يونيو 2021. كما هو الحال مع "Wellerman"، تم إصدار نسختين: نسخة شعبية و ريمكس رقص البوب بواسطة Digital Farm Animals.  أصدر إيفانز أغنيته المنفردة الثالثة، "Ring Ding (قصة اسكتلندي)"، في 8 أكتوبر 2021. 
في أبريل 2022، ساعد إيفانز في نشر قصة دكتور هو " أسطورة شياطين البحر " بتصوير فيلم "ويلرمان". 
خطط إيفانز لإصدار أغنية EP من خمس أغنيات لأكواخ البحر في عام 2021.  ومع ذلك، في نوفمبر 2022، أصدر إيفانز أول ألبوم كامل له بعنوان Wellerman - The Album، والذي يتكون إلى حد كبير من مجموعة من أكواخ البحر، بما في ذلك غلافه الفيروسي لعام 2021 لـ "Wellerman" وريمكس الرقص الخاص به. يتضمن الألبوم أيضًا تركيبة إيفانز الأصلية "Haul Away". 

## اعمال اخرى
في يناير 2022، ظهر إيفانز بنفسه في الحلقة الرابعة من السلسلة السابعة من المسلسل الاسكتلندي المثير للعبة سكوت سكواد. في نوفمبر 2022، ظهر كمتسابق في بطولة World Wok Racing Championship، التي تم بثها على التلفزيون في ألمانيا كحلقة خاصة من TV Total، ممثلة اسكتلندا.

## المنشورات
في مايو 2021، أُعلن أن إيفانز سينشر مجموعة من Sea Shanties بعنوان The Book of Sea Shanties: Wellerman وأغاني أخرى من البحار السبعة. تم نشر الكتاب في 14 أكتوبر 2021 من قبل ويلبيك. يحتوي على أكثر من 35 نصا كلاسيكيًا والقصص المحيطة بهم، بالإضافة إلى أكواخ أصلية جديدة من تأليف إيفانز. 

## اعماله

### ألبومات
| عنوان             | تفاصيل                                                                                              | مراكز الرسم البياني الذروة | مراكز الرسم البياني الذروة |
| عنوان             | تفاصيل                                                                                              | جير                        | SWI                        |
| ----------------- | --------------------------------------------------------------------------------------------------- | -------------------------- | -------------------------- |
| ويلرمان - الألبوم | - صدر: 4 نوفمبر 2022 - التسمية: إلكترولا، يونيفرسال ميوزيك - التنسيقات: قرص مضغوط، تنزيل رقمي، تدفق | 12                         | 30                         |

### أشرطة الفيديو والموسيقى
| العنوان                                    | السنة |
| ------------------------------------------ | ----- |
| "Wellerman (Sea Shanty Billen Ted Remix)"  | 2021  |
| " Wellerman (Sea Shanty)"                  | 2021  |
| "رينغ دينغ (قصة اسكتلندي)"                 | 2021  |
| " Told You So ( اصدار رقمي Animals Remix)" | 2021  |
| " أخبرتك بذلك "                            | 2021  |
| " القيادة إلى المنزل لعيد الميلاد "        | 2021  |
| "عيد ميلاد مجيد للكل"                      | 2021  |
| " أولد لانغ سين "                          | 2021  |
| "الشاني الأخير"                            | 2022  |
| "بحار مخمور"                               | 2022  |
| "ضفاف سكرامنتو"                            |       |

## روابط خارجية
- مقابلة مع ناثان إيفانز حول Good Morning America